# 청솔로

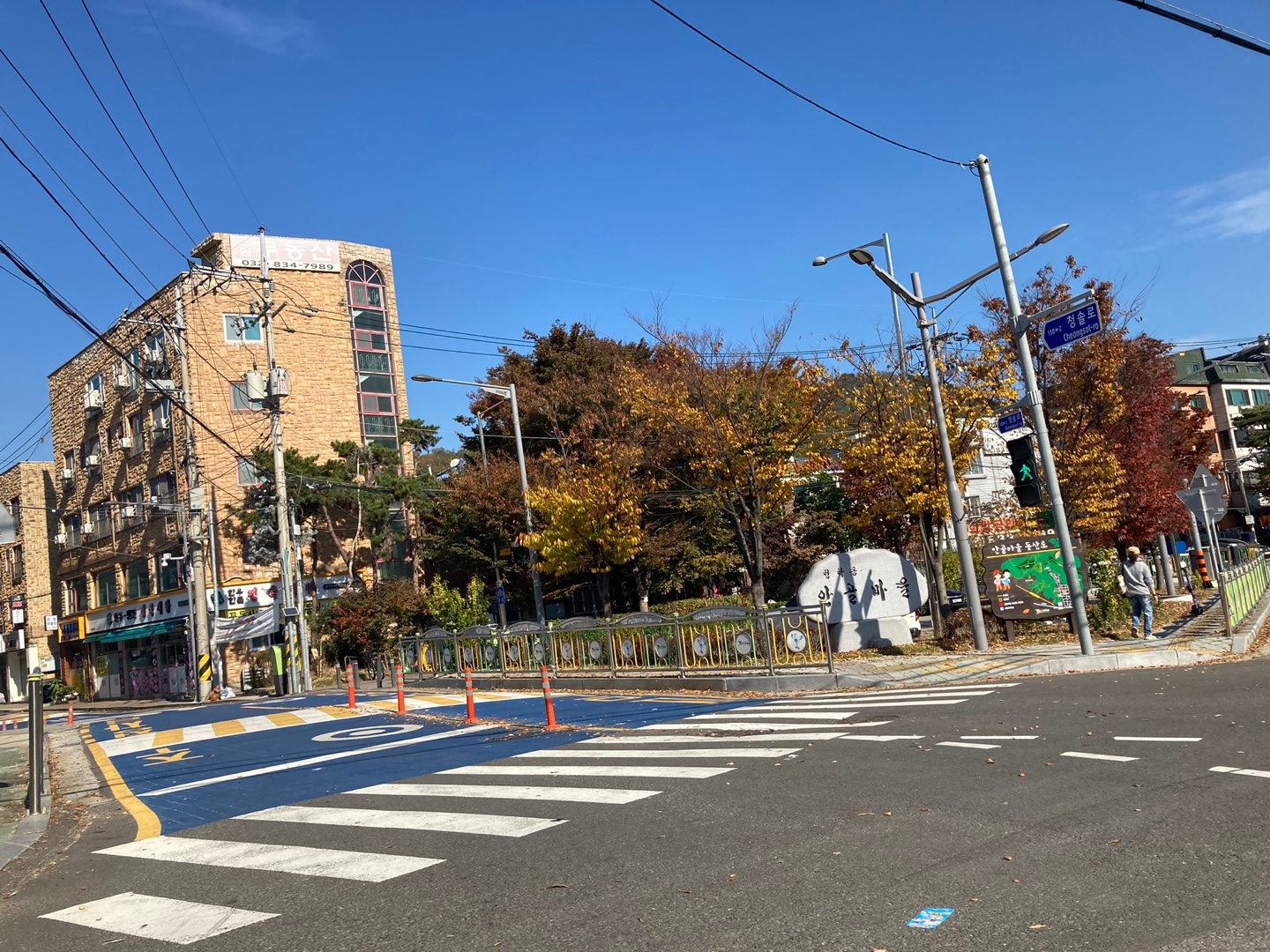
연수구 청학동 청솔로

청솔로는 인천광역시 연수구에 있는 도로이다. 청학동 63-4를 기점으로 청학동 3를 종점으로 하는 785m(0.78km)의 길이의 비교적 짧은 도로이다.

## 개요
청솔로는 인천광역시 연수구 청학동의 대표적인 주거지역이자, 문학산에 위치하여 푸른 숲 속의 마을이라는 의미를 담아 2009년 12월 09일 고시 및 효력이 발생 되었다. 
1km도 채 안되는 짧은 도로이지만 가지 번호 도로가 많으며 연결도로 중 기점에선 비류대로, 미추홀대로, 청학로, 청솔안로, 계림로가 인접해서 만난다. 청솔로의 가지도로로 부여받지 않고 이어 인접해서 만들어진 도로는 문학산 안쪽의 주거지를 기준으로 청솔안로(안쪽)의 의미를 담은 더 짧은 도로가 존재한다. 종점에는 문학산에 가로 막혀 있고 청솔안로를 통해 우회를 하여 나와야 한다.

## 가지도로
청솔로는 청솔로77번길, 청솔로71번길, 청솔로65번길, 청솔로78번길이 있다.

## 연결도로
- 청학로
- 비류대로
- 미추홀대로
- 계림로